# 蒂內拉河
蒂內拉河是意大利的河流，位於庫內奧省，屬於貝爾博河的支流，河道全長24公里，平均流量每秒1立方米，發源自特雷佐蒂內拉附近，最終注入聖斯泰法諾貝爾博附近。